# 타래난초
타래난초(Spiranthes sinensis)는 난초과의 여러해살이풀이다.

## 생태
높이는 10~50cm이며, 여러 개의 방추상 뿌리가 있다. 잎은 밑동에서 좁은 피침형으로 나고 길이는 5~20cm이다. 꽃은 분홍색으로 털이 나는 이삭꽃차례를 이루며, 꽃차례는 비꼬인다. 꽃받침은 피침형, 끝이 뾰족하고, 곁꽃잎은 꽃받침보다 약간 짧으며, 꽃받침과 같이 투구 모양을 이룬다. 입술꽃잎은 흰색, 꽃받침보다 약간 길고, 끝부분이 구부러진다. 흰색꽃이 피는 것을 흰타래난초라고 한다. 초원이나 양지바른 곳에서 자라며 아시아, 오스트레일리아에 걸쳐 널리 분포하고 있다.

## 재배 및 관리
정원에 심을 때는 햇빛이 잘 들고 물빠짐이 좋은 곳에 심는다. 한두 촉을 심어서는 잘 보이지 않으므로 여러 포기를 모아심는 것이 좋다. 포기가 가늘고 곧게 자라므로 화분에 심을 때도 몇 포기를 같이 심는 것이 좋다. 화분흙으로는 부엽토나 배양토를 30퍼센트 정도 섞은 마사토를 이용한다. 화분은 자유로이 옮길 수 있으므로 꽃이 피기 전까지 생육이 왕성할 때는 햇빛이 많이 비치는 밝은 곳에 두고, 꽃이 피면 햇빛에 노출시키는 시간을 줄인다

## 사진

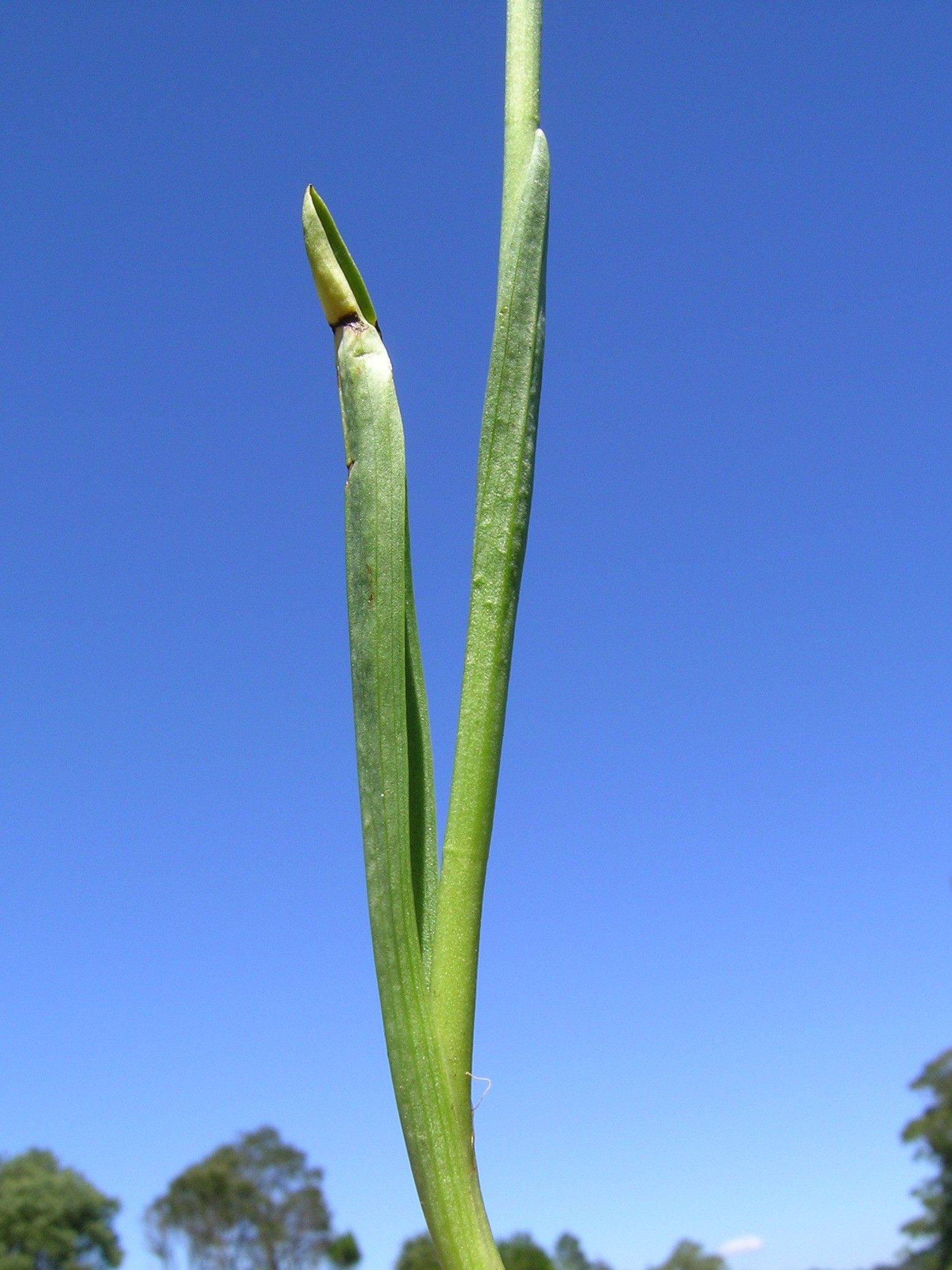
잎
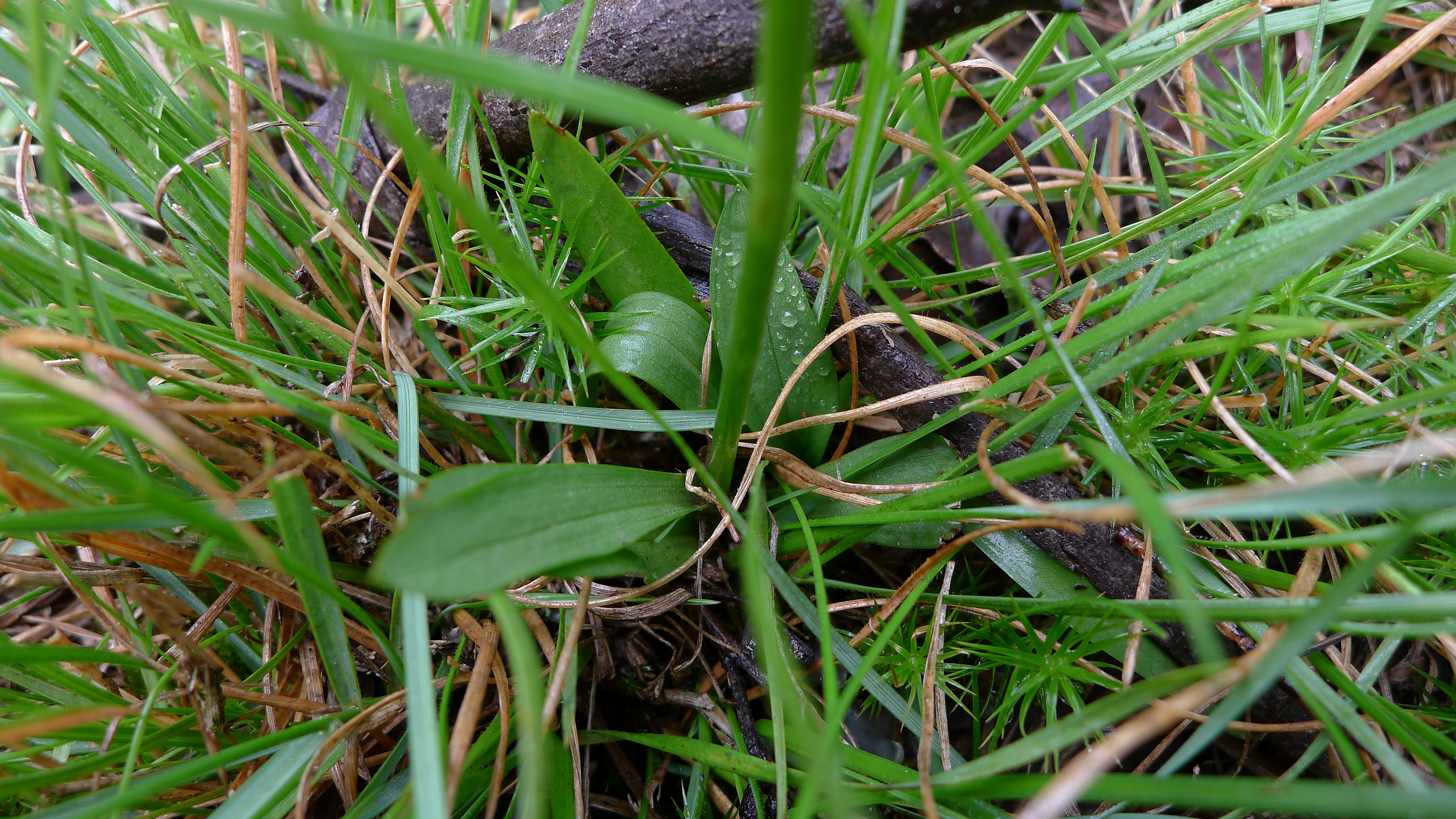
뿌리에서 난 잎
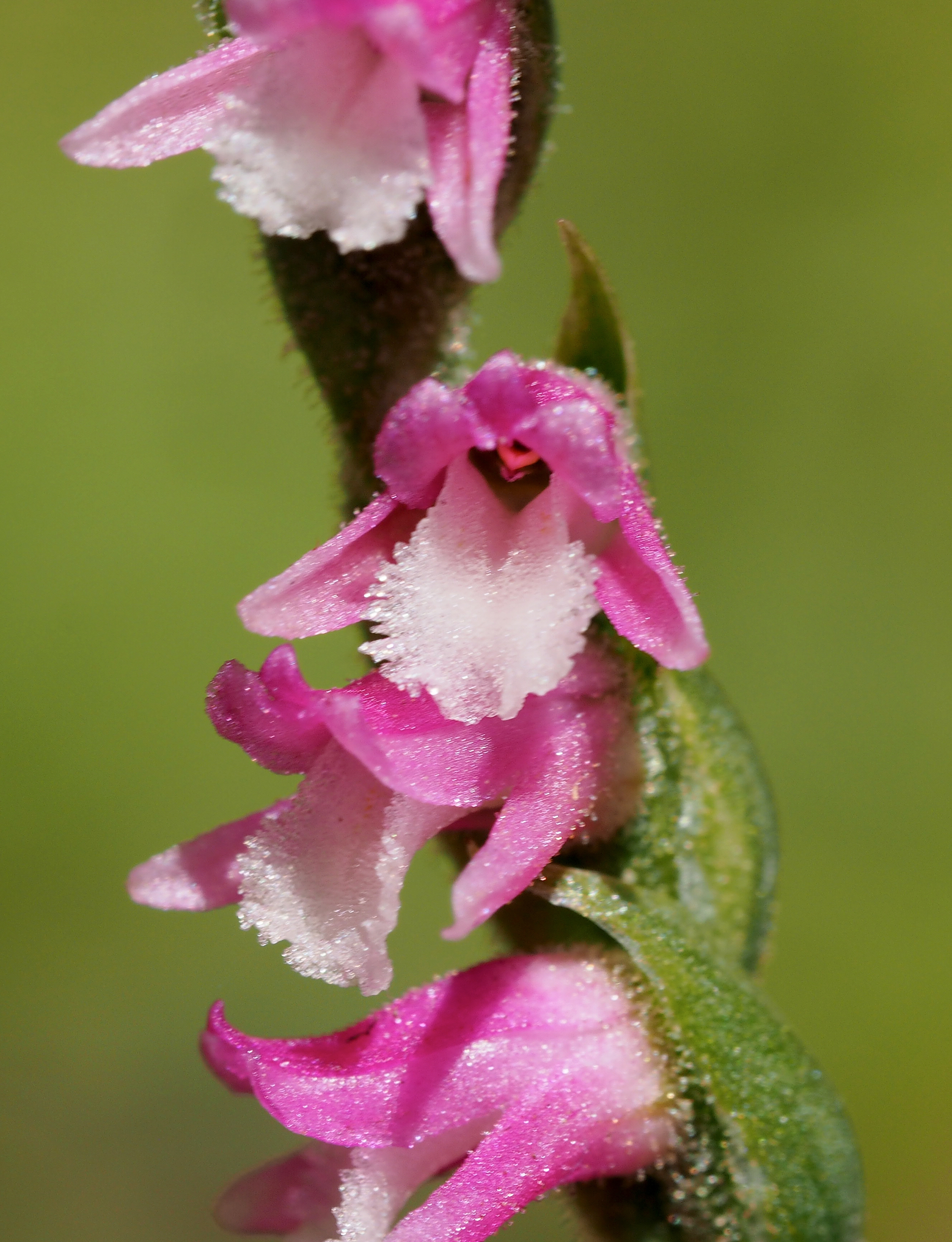
당겨 본 꽃
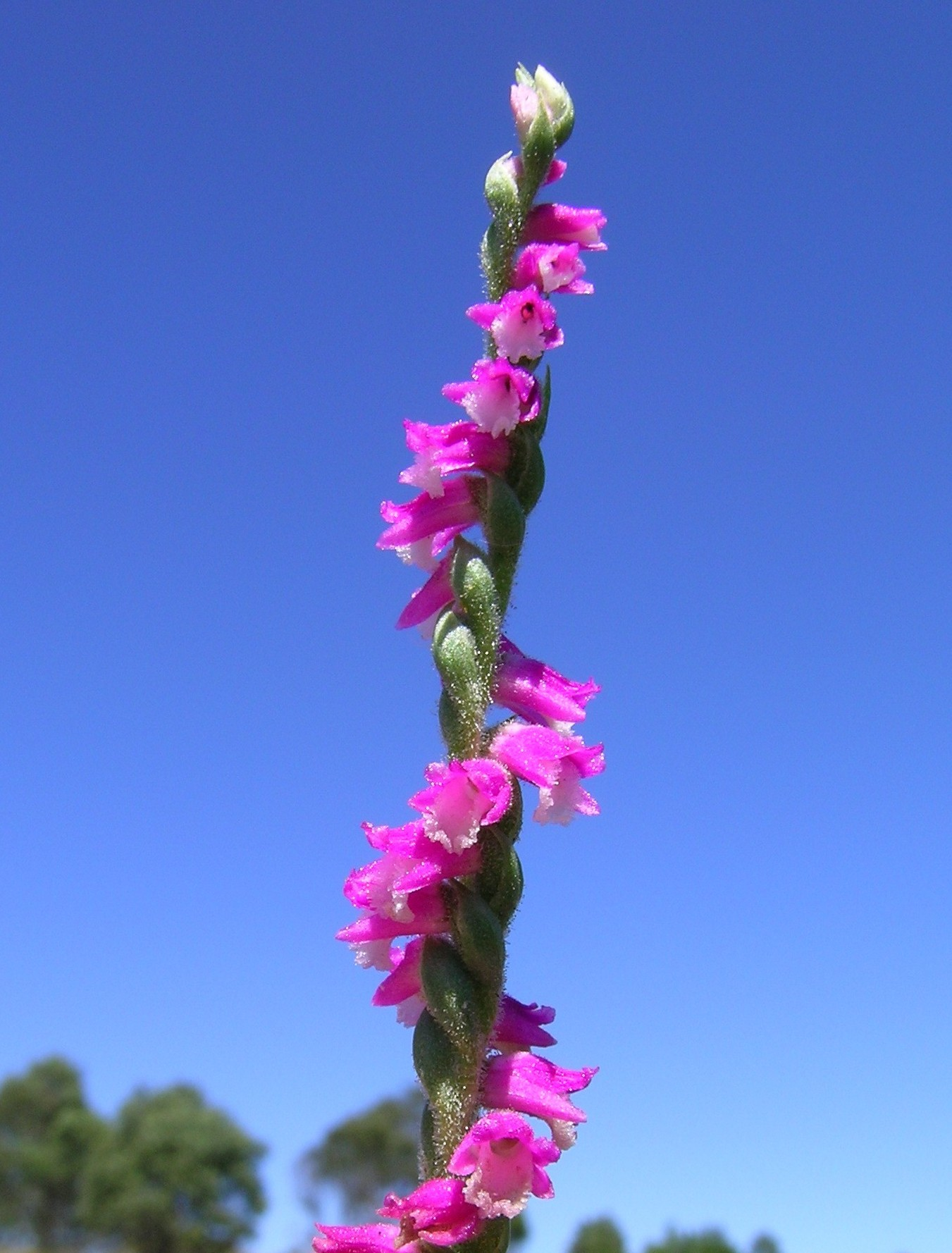
꽃이 이렇듯 줄기를 꼬며 달린다.

## 참고 문헌
- 이 문서에는 다음커뮤니케이션(현 카카오)에서 GFDL 또는 CC-SA 라이선스로 배포한 글로벌 세계대백과사전의 내용을 기초로 작성된 글이 포함되어 있습니다.